# Sugar Loaf (Sierra Leone)
Der Sugar Loaf, auch Sugar Laf Mountain, ist einer der höchsten Berge der Löwenberge im westafrikanischen Sierra Leone. Er erreicht eine Höhe von 735 m und liegt im Western Area Peninsular-Nationalpark in der Western Area unweit der Ortschaft Regent.
Am sierra-leonischen Unabhängigkeitstag, dem 27. April, ist der Sugar Loaf ein beliebtes Ausflugs- und Vergnügungsziel.
Teile des Berges gingen bei einem Bergsturz im Umfeld des Unwetter in Sierra Leone 2017 ab und begruben hunderte Menschen unter sich.